# Cuatro grandes crónicas

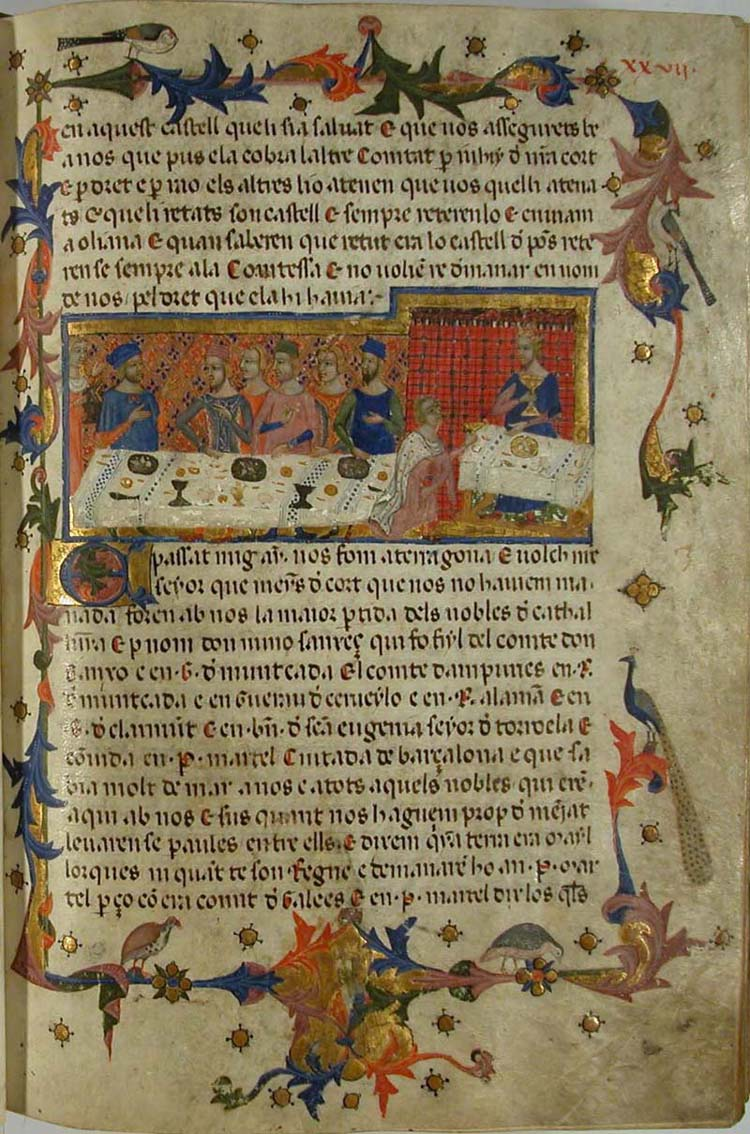
Llibre dels feits

Las cuatro grandes crónicas es el nombre con el que se conocen cuatro obras escritas en lengua catalana entre finales del siglo XIII y durante el siglo XIV. Su finalidad era la de dejar constancia de ciertos hechos relevantes y además querían tener un valor didáctico y testimonial para la posteridad. 
Consideradas como fuentes base para el estudio historiográfico de la Europa medieval, las obras comparten las características propias de las crónicas y los distintos autores son testigos directos de los hechos que relatan. También es característico el tono heroico y el sentimiento patriótico.
A lo largo del proceso de estudio de las distintas crónicas se han ido considerando como elementos propagandísticos, como por ejemplo propuso Suzanne Frances Cawsey, quien defendía los discursos reales como propaganda, aunque otros autores como Stefano Maria Cingolani los ha encuadrado dentro de unas memorias personales, aunque reconociendo su factor propagandístico.
Las cuatro grandes crónicas son:
- Llibre dels feits o Crónica de Jaime I
- Crónica de Bernat Desclot o Libro del rey Pedro de Aragón.
- Crónica de Muntaner
- Crónica de Pedro el Ceremonioso